# Anton Janssen
Pour les articles homonymes, voir Janssen.
Anton Janssen  est un footballeur néerlandais né le 10 août 1963 à Tiel. Il évoluait au poste de milieu de terrain.

## Biographie

### Joueur
Il est notamment joueur du NEC Nimègue, du Fortuna Sittard, du PSV Eindhoven et du KV Courtrai.
Le 19 octobre 1983, lors du deuxième tour de la Coupe des coupes, il inscrit avec le NEC Nimègue un but contre le FC Barcelone.
Avec le PSV Eindhoven, il remporte la Coupe des clubs champions en 1988 lors d'une finale disputée contre le Benfica Lisbonne. Rentré lors de la période de prolongations, il inscrit le dernier tir au but de son équipe, juste avant que le portier Hans van Breukelen n'arrête le tir d'António Veloso, assurant ainsi la victoire finale. Il participe ensuite à la Supercoupe d'Europe, où le PSV s'incline face au KV Malines.
La saison suivante, il inscrit un but lors des huitièmes de finales de la Coupe des clubs champions, lors de la réception du FC Porto.
Il dispute un total de 340 matchs en première division néerlandaise, inscrivant 40 buts. Il réalise sa meilleure performance lors de la saison 1992-1993, où il inscrit cinq buts en championnat.

### Entraîneur
Après avoir raccroché les crampons, il entraîne plusieurs clubs néerlandais.

## Palmarès
Avec le PSV Eindhoven :
- Vainqueur de la Coupe des clubs champions en 1988
- Finaliste de la Supercoupe d'Europe en 1988
- Champion des Pays-Bas en 1987 et 1988
- Vainqueur de la Coupe des Pays-Bas en 1989 et 1990